# Bruinen
Bruinen je rijeka u Međuzemlju, izmišljenom svijetu J. R. R. Tolkiena.
Bruinen, Glasnovoda, je važna rijeka u Gospodaru prstenova. Izvire u Maglenom gorju, blizu goblinskog grada u kojem je bio zarobljen Bilbo Baggins u Hobitu. Duga je 344 km. Tvorila je granicu kraljevstva Arnor do njegovog raspada, pa onda granicu Rhudaura. Južno od rijeke nalazio se vilenjački grad Eregion, Zelenika. Na sjeveru je kraj rijeke sagrađen Rivendell, Imladris, kojeg je sagradio Elrond. Glavni prijelaz rijeke bio je nedaleko od Rivendella, a rijeka je štitila Rivendell od mogućih napadača. Elrond je imao nekog utjecaja na rijeku. Kad su Thorin Hrastoštit i njegova družina išli povratiti Erebor nakon dogodovštine s trolovima pregazili su Bruinen prije nego što su se odmorili u Rivendellu. U Gospodaru prstenova Froda su proganjali Nazguli, te ga je Glorfindel na svom konju prenio do gazova. Ranjeni Frodo na gazovima se suprotstavio utvarama što ih je namamilo u rijeku pa su Elrond i Gandalf prizvali poplavni val. Uobličen u vodene konje ovaj je val pobio konje utvara i na neko vrijeme ih usporio.